# Whelen Springs (Arkansas)
Whelen Springs es un pueblo ubicado en el condado de Clark en el estado estadounidense de Arkansas. En el Censo de 2010 tenía una población de 92 habitantes y una densidad poblacional de 149,25 personas por km².

## Geografía
Whelen Springs se encuentra ubicado en las coordenadas 33°49′59″N 93°7′34″O / 33.83306, -93.12611. Según la Oficina del Censo de los Estados Unidos, Whelen Springs tiene una superficie total de 0.62 km², de la cual 0.62 km² corresponden a tierra firme y (0%) 0 km² es agua.

## Demografía
Según el censo de 2010, había 92 personas residiendo en Whelen Springs. La densidad de población era de 149,25 hab./km². De los 92 habitantes, Whelen Springs estaba compuesto por el 84.78% blancos, el 13.04% eran afroamericanos, el 2.17% eran amerindios, el 0% eran asiáticos, el 0% eran isleños del Pacífico, el 0% eran de otras razas y el 0% pertenecían a dos o más razas. Del total de la población el 2.17% eran hispanos o latinos de cualquier raza.